# جون ريان (طباع)
جون ريان (بالإنجليزية: John Ryan)‏ هو طباع أمريكي، ولد في 7 أكتوبر 1761، وتوفي في 30 سبتمبر 1847.